# Kingcharlesspaniël
De kingcharlesspaniël is een hondenras dat afkomstig is uit Engeland, vernoemd naar Karel II van Engeland.
Het is een spaniël die door het inkruisen van een aantal rassen, waaronder de mopshond, een korte snuit heeft gekregen. Een volwassen dier is ongeveer 32 centimeter hoog. Het is een gezelschapshond.
Bichon frisé ·
Bolognezer ·
Bostonterriër ·
Cavalier-kingcharlesspaniël ·
Chihuahua ·
Chinese gekuifde naakthond ·
Coton de Tuléar ·
Épagneul nain continental ·
Franse buldog ·
Franse poedel ·
Griffon belge ·
Griffon bruxellois ·
Havanezer ·
Japanse spaniël ·
Kingcharlesspaniël ·
Kromfohrländer ·
Leeuwhondje ·
Lhasa Apso ·
Maltezer ·
Markiesje ·
Mopshond ·
Pekingees ·
Petit brabançon ·
Prazsky krysarik ·
Russische toyterriër ·
Shih tzu ·
Tibetaanse spaniël ·
Tibetaanse terriër